# Biserica „Adormirea Maicii Domnului” - Broșteni din Buzău
Biserica „Adormirea Maicii Domnului” - Broșteni din Buzău este un ansamblu de monumente istorice aflat pe teritoriul municipiului Buzău. În Repertoriul Arheologic Național, monumentul apare cu codul 44827.16.

Ansamblul este format din două monumente:
- Biserica „Adormirea Maicii Domnului” - Broșteni (cod LMI BZ-II-m-A-02320.01)
- Turn clopotniță (cod LMI BZ-II-m-A-02320.02)